# Cor Sporre

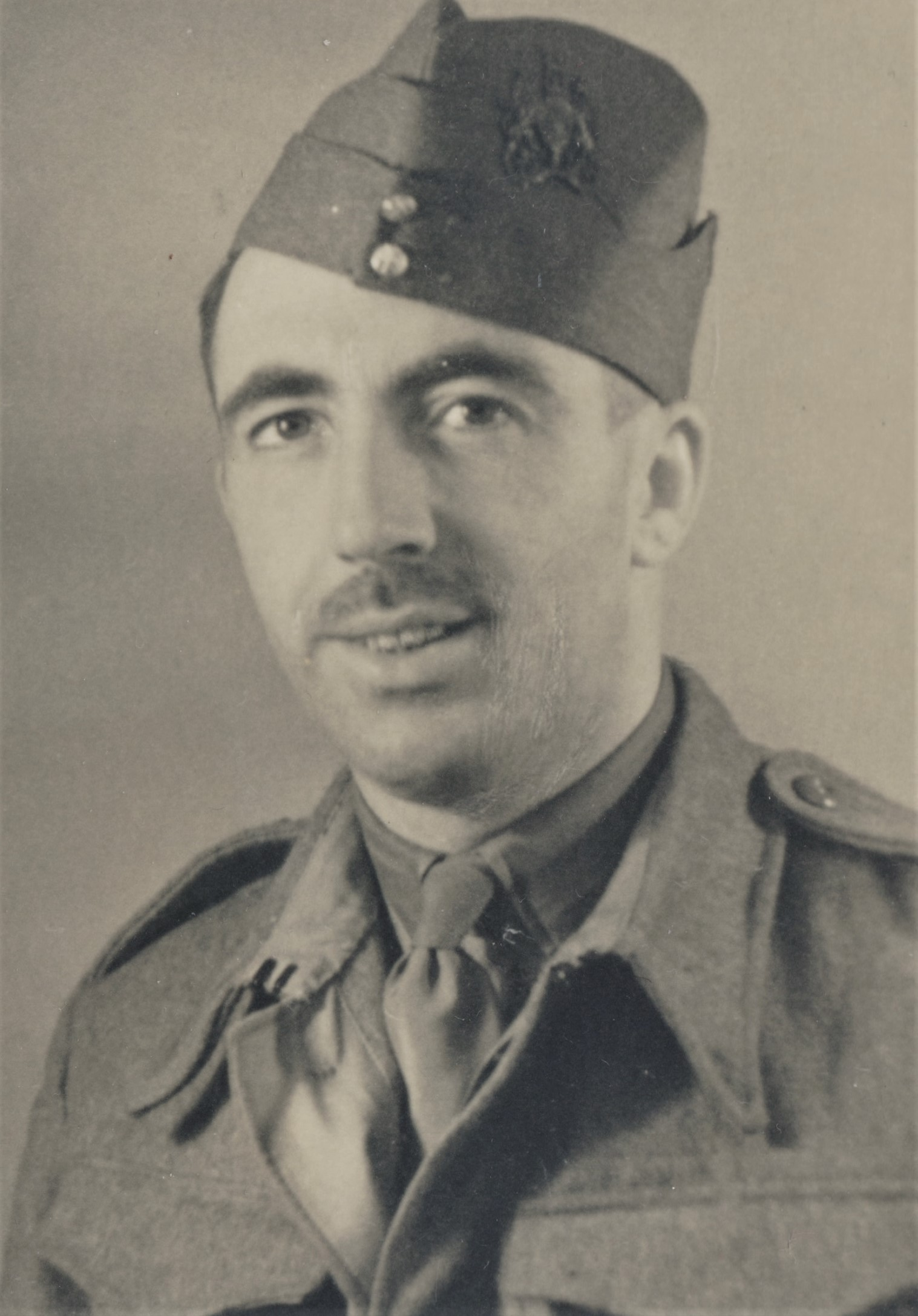
Cor Sporre in 1940. Foto genomen door Ab Homburg.

Cornelis Johannes Sporre (Bloemendaal, 22 oktober 1910 - Noordzee, 14 november 1941) was een Engelandvaarder.
In maart 1941 vertrok Sporre met IJmuidenaar Ab Homburg en Willem de Waard in een vletje met buitenboordmotor naar Engeland. Op 6 september 1941 werden Sporre en Homburg in Brabant gedropt. Homburg ging naar oom Willem Jansen in Delft, waar hij mocht logeren, en Sporre naar oom Jan Martens in Haarlem, waar deze een sigarenwinkel aan de Oostvest 26 had. Daar betrok hij de zolderkamer. Door verraad werd de sigarenwinkel later betrokken bij het Englandspiel.
Beiden waren door de SOE opgeleid tot geheim agent en hun taak was mensen te zoeken die verzetsactiviteiten wilden plegen en daarna naar Engeland terug te keren. Homburg werd echter opgepakt en naar de Oranjehotel gebracht. Hij ontvluchtte, maar daarna vertrouwde Sporre hem niet meer. Mogelijk werd hij door de Duitsers gebruikt.
Met Wiek Schrage stak Sporre op 13 november 1941 vanaf Camperduin naar Engeland over. Niemand heeft ooit meer van hen gehoord. Naar men aanneemt, zijn zij omgekomen op de Noordzee. Homburg stak later met de Beatrice over met Jo Buizer en Jan de Haas. Hun oversteek slaagde.
Sporre kreeg in 1953 postuum het Bronzen Kruis uitgereikt.
Zijn naam staat vermeld op het Hoogovenmonument in de Wenckebachstraat.